# Histoire des neurosciences
L'histoire des neurosciences retrace l'évolution des connaissances relatives au système nerveux central et périphérique des organismes vivants. La majorité de ces connaissances provient de l'étude scientifique du cerveau humain réalisée au cours des siècles passés.

## Le cerveau humain
L'étude la plus ancienne du système nerveux remonte à l'Égypte ancienne. La trépanation, pratique chirurgicale consistant à percer ou à gratter un trou dans le crâne dans le but de soigner des traumatismes crâniens ou des troubles mentaux, ou de soulager la pression crânienne, a été enregistrée pour la première fois au cours de la période néolithique. Des manuscrits datant de 1700 av. J.-C. indiquent que les Égyptiens avaient une certaine connaissance des symptômes des lésions cérébrales.
Les premières opinions concernant la fonction du cerveau en faisaient comme une sorte de rembourrage de la boîte crânienne. En Égypte, à partir de la fin du Moyen Empire, une époque à laquelle on pensait que le cœur était le siège de l'intelligence. Hérodote, au ve siècle av. J.-C. relate que la première étape de la momification est l'extraction du cerveau en laissant intacte la boîte crânienne : « D'abord ils tirent la cervelle par les narines, en partie avec un ferrement recourbé, en partie par le moyen des drogues qu'ils introduisent dans la tête ».
L'idée selon laquelle le cœur serait la source de la conscience n'est pas remise en question avant Hippocrate en Grèce antique. Celui-ci pense que le cerveau n'est pas seulement impliqué dans les sensations - puisque la plupart des organes spécialisés (par exemple, les yeux, les oreilles, la langue) sont situés dans la tête près du cerveau - mais qu'il est également le siège de l'intelligence. Platon dans Timée suppose lui-aussi que le cerveau est le siège de la partie rationnelle de l'âme.
Ce point de vue est généralement accepté jusqu'à ce que le médecin romain Galien, disciple d'Hippocrate et médecin des gladiateurs, observe que ses patients perdaient leurs facultés mentales lorsqu'ils avaient subi des lésions cérébrales.
Abulcasis, Averroès, Avicenne, Avenzoar et Maïmonide, actifs dans le monde musulman médiéval, décrivent un certain nombre de problèmes médicaux liés au cerveau. Dans l'Europe de la Renaissance, Vesalius (1514-1564), René Descartes (1596-1650), Thomas Willis (1621-1675) et Jan Swammerdam (1637-1680) ont également apporté plusieurs contributions aux neurosciences.
Ce n'est au début du XIXe siècle, en 1815, que Jean Pierre Flourens a l'idée de provoquer des lésions localisées du cerveau chez des animaux vivants afin d'observer leurs effets sur la motricité, la sensibilité et le comportement. Un peu plus tard, les observations cliniques de Marc Dax en 1836 puis de Paul Broca en 1865 sur des patients ayant des lésions cérébrales suggèrent que des régions précises du cerveau assurent certaines fonctions. À l'époque, ces résultats sont considérés comme une confirmation de la théorie de Franz Joseph Gall selon laquelle le langage et certaines fonctions psychologiques sont localisés dans des zones spécifiques du cortex cérébral,.

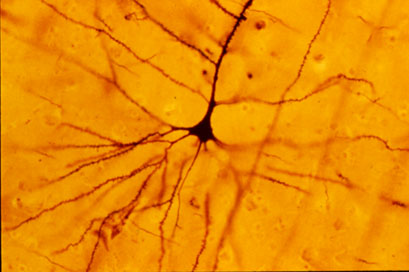
La coloration de Golgi permet pour la première fois de visualiser des neurones individuels.

Les études du cerveau se perfectionnent avec l'invention du microscope et le développement d'une procédure de coloration par Camillo Golgi à la fin des années 1890. Cette procédure utilise un sel de chromate d'argent pour révéler les structures complexes des neurones individuels. Sa technique est ensuite reprise par Santiago Ramón y Cajal et conduit ce dernier à proposer la théorie du neurone, hypothèse selon laquelle l'unité fonctionnelle du cerveau est le neurone. Golgi et Ramón y Cajal se partagent le prix Nobel de physiologie ou médecine en 1906 pour leurs observations, descriptions et catégorisations approfondies des neurones dans l'ensemble du cerveau.
L'hypothèse des localisation fonctionnelles cérébrales est confirmée par les observations de patients épileptiques menées par John Hughlings Jackson, qui déduit correctement l'organisation du cortex moteur en observant la progression des crises à travers le corps. Carl Wernicke développe la théorie de la spécialisation de structures cérébrales spécifiques dans la compréhension et la production du langage. La recherche moderne, grâce aux techniques de neuroimagerie, continue à se référer aux aires de Brodmann, c'est-à-dire à la carte cytoarchitectonique cérébrale (se référant à l'étude des structures cellulaires selon les définitions anatomiques de l'époque), que des zones distinctes du cortex sont activées lors de l'exécution de tâches spécifiques.

## Débuts de l'électrophysiologie
Les travaux pionniers de Luigi Galvani à la fin des années 1700 ouvrent la voie à l'étude de l'excitabilité électrique des muscles et des neurones. En 1843, Emil du Bois-Reymond démontre la nature électrique du signal nerveux, dont  Hermann von Helmholtz mesure la vitesse de propagation et en 1875 Richard Caton démontre l'existence de phénomènes électriques dans les hémisphères cérébraux de lapins et de singes. Adolf Beck publie en 1890 des observations similaires sur l'activité électrique spontanée du cerveau de lapins et de chiens.

## Individualisation des neurosciences au XXe siècle
Au cours du XXe siècle, les neurosciences commencent à être reconnues comme discipline académique distincte, plutôt que comme l'étude du système nerveux parmi d'autres disciplines. Eric Kandel et ses collaborateurs citent David Rioch (en), Francis Schmitt et Stephen Kuffler comme ayant joué un rôle essentiel dans l'établissement du domaine. Rioch est à l'origine de l'intégration de la recherche anatomique et physiologique fondamentale avec la psychiatrie clinique au Walter Reed Army Institute of Research, à partir des années 1950. Au cours de la même période, Schmitt a mis en place un programme de recherche en neurosciences au sein du département de biologie du Massachusetts Institute of Technology, réunissant la biologie, la chimie, la physique et les mathématiques. Le premier département autonome de neurosciences (alors appelé Psychobiologie) a été fondé en 1964 à l'Université de Californie, Irvine par James McGaugh (en). Il est suivi par la fondation en 1966 du Department of Neurobiology, Harvard Medical School (en), par Stephen Kuffler.

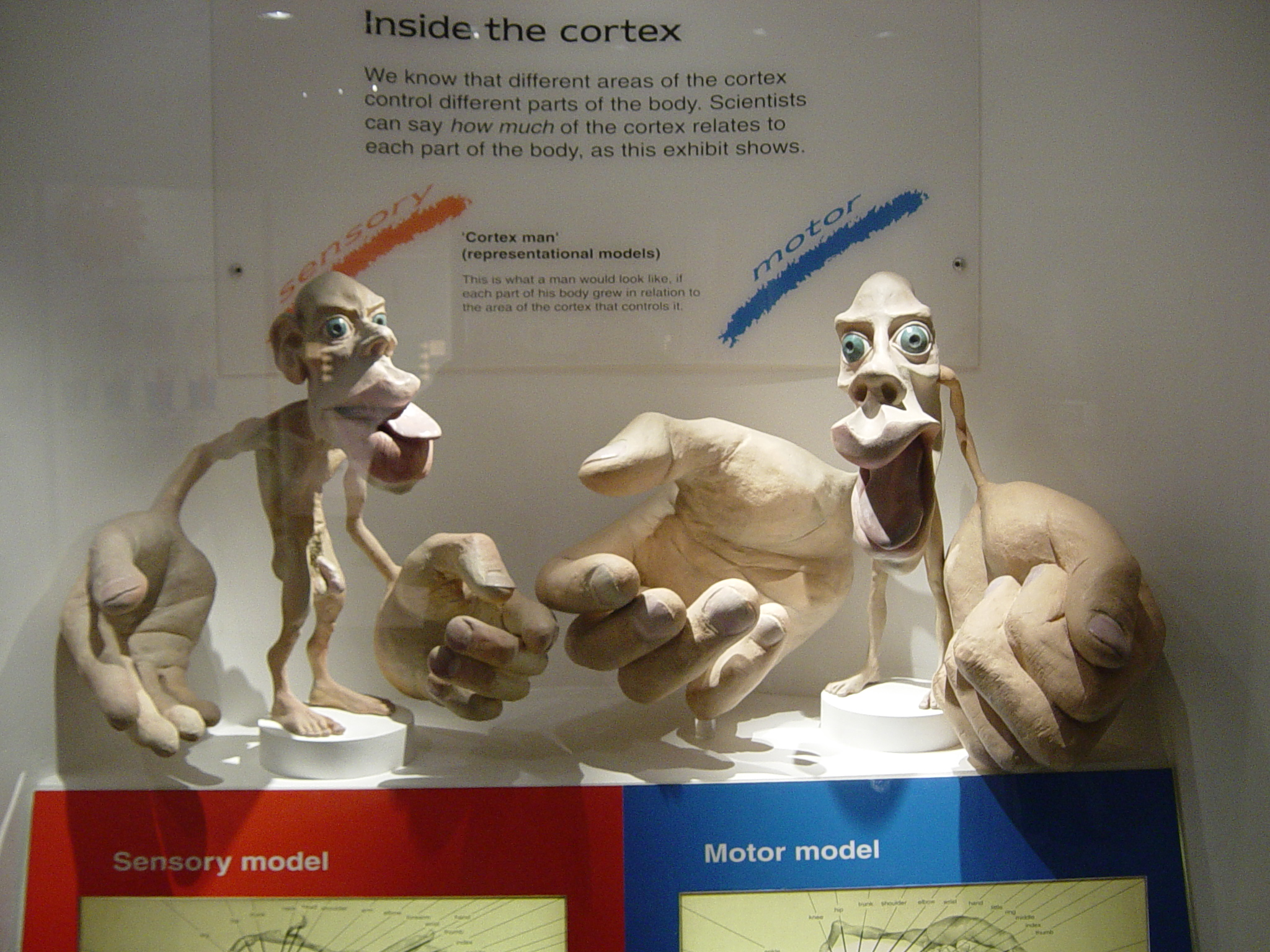
Modèles d'homoncules sensoriels et moteurs tridimensionnels au musée d'histoire naturelle de Londres.

Dans le cadre du traitement de l'épilepsie, Wilder Penfield réalise des cartes de l'emplacement des différentes fonctions (motrice, sensorielle, mémoire, vision) dans le cerveau,. Il a résumé ses découvertes dans un livre de 1950 intitulé The Cerebral Cortex of Man. Wilder Penfield et ses cochercheurs Edwin Boldrey et Theodore Rasmussen sont considérés comme les initiateurs de l'homoncule cortical.
La compréhension des neurones et du fonctionnement du système nerveux est devenue de plus en plus précise et moléculaire au cours du XXe siècle. Par exemple, en 1952, Alan Lloyd Hodgkin et Andrew Huxley ont présenté un modèle mathématique pour la transmission des signaux électriques dans les neurones de l'axone géant d'un calmar, qu'ils ont appelé potentiels d'action, et la manière dont ils sont initiés et propagés, connu sous le nom de modèle de Hodgkin-Huxley. En 1961-1962, Richard FitzHugh et Jinichi Nagumo ont simplifié Hodgkin-Huxley, dans ce qui est appelé le modèle FitzHugh-Nagumo. En 1962, Bernard Katz modélise la neurotransmission à travers l'espace entre les neurones, connu sous le nom de synapses. À partir de 1966, Eric Kandel et ses collaborateurs examinent les changements biochimiques dans les neurones associés à l'apprentissage et au stockage de la mémoire chez l'aplysie. En 1981, Catherine Morris et Harold Lecar combinent ces modèles dans le Morris-Lecar model (en). Ces travaux, de plus en plus quantitatifs, ont donné naissance à de nombreux modèles de neurones biologiques et Models of neural computation (en).